# Nahuatl

Verbreitung von Nahuatl in der Welt

Nahuatl (Aussprache [ˈnaːwatɬ] Klassisches Nahuatl), auch bekannt als Aztekisch oder veraltet Mexikanisch, ist eine Indigene Sprache und Variante der Nahua-Sprachen, die in vorspanischer Zeit im Tal von Mexiko (auch Anahuac-Tal – „Land zwischen den Wassern“) von Azteken und verwandten Nahua-Völkern (Acolhua, Huexotzinca, Tepaneken, Tlaxcalteken, Tolteken u. a.) gesprochen wurde. Durch den Aufstieg des Aztekischen Dreibunds zur Hegemonialmacht im 15. und 16. Jahrhundert etablierte sich das Klassische Nahuatl als Verkehrssprache in Zentralmexiko.
In den Jahrhunderten nach der spanischen Eroberung Mexikos wurde das Klassische Nahua größtenteils durch das Spanische verdrängt und entwickelte sich in mehrere Dialekte des heutigen modernen Nahuatl (auch Nawatl, von ihren Sprechern Nāhuatlahtōlli (Nawatlahtolli), heute meist Mexicatlatolli (Mexihkatlahtolli) oder Mexicano „Mexikanisch“, beziehungsweise je nach Dialekt auch Nahuat, Nawat oder Nahua genannt). Manche modernen Nahuatl-Dialekte, die weniger dem Einfluss des Spanischen ausgesetzt waren, stehen jedoch den anderen Nahuatl-Sprachen des 16. Jahrhunderts näher. Das moderne Nahuatl wird heute von verschiedenen Nahua-Ethnien, vor allem in den mexikanischen Bundesstaaten Puebla, Veracruz, Hidalgo und Guerrero, gesprochen.
Mit heute ca. 1,7 Mio. Sprechern (Nahua) ist sie die meistgesprochene indigene Sprache Nord- und Mittelamerikas und zählt zum Südlichen Zweig der uto-aztekischen Sprachfamilie (die übrigen Sprachen dieser Gruppe wie Hopi oder Huichol sind in Nordmexiko und den USA angesiedelt), was die von der aztekischen Geschichtsschreibung überlieferte Herkunft aus dem Norden somit auch durch linguistische Daten bestätigt. Die meisten Nahua sind zweisprachig mit Spanisch und Nahuatl aufgewachsen.

## Einordnung der Sprache und Nahua-Dialekte
Das Nahuatl, eine agglutinierende und polysynthetische Sprache, ist wegen des weitläufigen Sprachgebiets (oft nicht miteinander verbunden) in viele Dialekte unterteilt, von denen viele untereinander schwer verständlich sind.
Eine Variante des Klassischen Nahuatl (Mexicahtlahtolli) wird in Xochimilco und Milpa Alta (in Mexiko-Stadt) gesprochen. Andere wichtige Dialekt-Varianten sind die des Hochtals von Puebla-Tlaxcala, von Morelos im Westen der Nahua-Zone und die so genannten „t“-Dialekte (Nawat) im Süden von Veracruz.
SIL International unterteilt das moderne Nahuatl in 28 Einzelsprachen.
Die bekannteste Variante ist das Klassische Nahuatl, das auch in den Aufzeichnungen der ersten Missionare verwendet wurde. Eine Theorie besagt, dass das Klassische Nahuatl zur Zeit der Eroberung Mexikos von der oberen Gesellschaftsschicht verschiedener Dialektgruppen gesprochen wurde (und somit in etwa der Funktion des Standarddeutschen im deutschen Sprachraum vergleichbar wäre). Die meiste Literatur über und auf Nahuatl bezieht sich auf das Klassische Nahuatl.

### Gliederung der Nahuatl-Sprachen
- Nahuatl-Sprachen
  - Pochuteco (Pochutla) †
  - Aztekisch
    - Klassisches Nahuatl (mittelalterliche Sprachform) †
    - Modernes Nahuatl
      - Zentral-Nahuatl
      - Peripheres Nahuatl
        - West-Nahuatl
          - Westküsten-Nahuatl
          - Durango/Nayarit-Nahuatl

        - Ost-Nahuatl
          - Isthmus-Nahuatl

        - Huasteca-Nahuatl

### Dialekte des modernen Nahuatl
Dialekte des modernen Nahuatl mit ISO-639-3-Code
((englischer) Name [ISO-639-3-Code] – Region ≈ungefähre Anzahl der Sprecher)
- Durango/Nayarit-Nahuatl
  - Durango [nln - veraltet] – südliches Durango ≈1.000
    - Eastern Durango [azd]
    - Western Durango [azn]
- Guerrero [ngu] – Guerrero ≈200.000
- Orizaba [nlv] – zentrales Veracruz ≈140.000
- Southeastern Puebla [nhs] – südöstliches Puebla ≈135.000
- Highland Puebla [azz] – Puebla-Hochland ≈125.000
- Northern Puebla [ncj] – nördliches Puebla ≈66.000
- Central Puebla [ncx] – zentrales Puebla ≈18.000
- Central [nhn] – Tlaxcala, Puebla ≈50.000
- Morelos [nhm] – Morelos ≈15.000
- Northern Oaxaca [nhy] – nordwestlices Oaxaca, südöstliches Puebla ≈10.000
- Huaxcaleca [nhq] – Puebla ≈7.000
- Tetelcingo [nhg] – Morelos ≈3.500
- Michoacán [ncl] – Michoacán ≈3.000
- Santa María de la Alta [nhz] – nordwestliches Puebla ≈3.000
- Tenango [nhi] – nördliches Puebla ≈2.000
- Tlamacazapa [nuz] – Morelos ≈1.500
- Coatepec [naz] – südwestliches México, nordwestliches Guerrero ≈1.500
- Ometepec [nht] – südliches Guerrero, westliches Oaxaca ≈500
- Temascaltepec [nhv] – südwestliches México ≈300
- Tlalitzlipa [nhj] – Puebla ≈100
- Ost-Nahuatl
  - Isthmus-Nahuatl
    - Isthmus-Mecayapan [nhx] – südliches Veracruz ≈20.000
    - Isthmus-Pajapan [nhp] – südliches Veracruz ≈7.000
    - Isthmus-Cosoleacaque [nhk] – nordwestliches an der Küste gelegenes Chiapas, südliches Veracruz ≈5.500

  - Tabasco [nhc] – Tabasco ≈30
- Huasteca-Nahuatl
  - Eastern Huasteca [nhe] – Hidalgo, westliches Veracruz, nördliches Puebla ≈450.000
  - Central Huasteca [nch]
  - Western Huasteca [nhw] – San Luis Potosí, westliches Hidalgo ≈450.000

## Sprachgeschichte
In der präspanischen Zeit war das Klassische Nahuatl (Mexicahtlahtolli) die wichtigste Sprache des gegenwärtigen Mexiko. Neben dem Mayathan der Maya von Yucatán, das als Schrift- und Verkehrssprache im Kulturraum der Maya diente, war Nahuatl die Lingua franca Mesoamerikas und oft die Wirtschaftssprache innerhalb der Regionen. Selbst bei der Elite des Quiché-Reichs im heutigen Guatemala war Klassisches Nahuatl ein allgemein bekanntes Verständigungsmittel.
Die Azteken kannten eine Bilderschrift (Piktogramme und Ideogramme), ergänzt durch einige auf der Nahuatl-Aussprache basierende Silbenäquivalente, mit der sie z. B. Stammbäume, astronomische Daten und Tributlisten festhielten. Die Azteken-Schrift war jedoch bei weitem nicht so flexibel wie etwa die Maya-Schrift.
Die Spanier vernichteten den Großteil der aztekischen Handschriften. Für das Klassische Nahuatl führten sie das lateinische Alphabet ein, mit Hilfe dessen im 16. Jahrhundert eine große Menge an Nahuatl-Literatur (Prosa und Gedichte) festgehalten wurde, weitaus mehr als in jeder anderen indigenen Sprache Amerikas. So ist das Klassische Nahuatl der Azteken durch das zweisprachige enzyklopädische Werk Historia general de las cosas de Nueva España des spanischen Missionars Bernardino de Sahagún umfangreich dokumentiert. Desgleichen sind viele Gedichte überliefert, die dem „Dichterkönig“ von Texcoco, Nezahualcóyotl, zugeschrieben werden.
Den Status des Klassischen Nahuatl als allgemeine Verkehrssprache (Lingua franca) nutzten die Spanier während der Kolonialzeit und behielten ihn bis ins 18. Jahrhundert bei. Erst nach der Unabhängigkeit Mexikos im 19. Jahrhundert etablierte sich Spanisch als nationale und offizielle Sprache, und das Klassische Nahuatl verlor rasch an Bedeutung.

## Heutige soziolinguistische Situation
Das heutige Nahuatl (Mexicatlatolli oder Mexicano) ist die am meisten gesprochene indigene Sprache in Mexiko. Die Gesamtzahl der Nahuatl-Sprecher nimmt zu, jedoch weniger stark als die Gesamtbevölkerung Mexikos. Nach der Volkszählung 2000 in ganz Mexiko wurde Nahuatl von 1.448.936 Menschen ab 5 Jahren gesprochen – 1,7 % der Mexikaner ab 5 Jahren –, während es 2010 bereits 1.544.968 Personen, aber nur noch 1,5 % der Bevölkerung entsprachen. Von diesen sprachen 1.348.255 (87,27 %) auch Spanisch. 1.586.884 Mexikaner ab 3 Jahren gaben 2010 an, Nahuatl zu sprechen. 177.666 Kinder zwischen 3 und 9 Jahren sprachen Nahuatl, was 11,20 % aller Nahuatl-Sprecher ab 3 Jahren ausmacht, während 14,71 % der Gesamtbevölkerung Mexikos ab 3 Jahren 3–9 Jahre alt sind. Der geringere Anteil von Kindern an der Gesamtsprecherzahl ist Ausdruck dafür, dass die Bedeutung des heutigen modernen Nahuatl im Landesmaßstab abnimmt. Nahuatl wird in der Regel nur für die lokale Kommunikation (d. h. innerhalb der Heimatgemeinde der Sprecher) verwendet. Außerdem besteht in vielen Gebieten die Tendenz, mit den Kindern nur Spanisch zu sprechen, um ihnen auf diese Weise bessere Erfolgschancen in der Schule zu sichern.
Nahuatl wird in verschiedenen Bundesstaaten Mexikos gesprochen, hauptsächlich in Puebla, Veracruz, Hidalgo, Guerrero, San Luis Potosí, Mexiko-Stadt (Distrito Federal), Tlaxcala, Morelos, México, aber auch in Oaxaca, Jalisco und Michoacán.
Anzahl der Nahuatl-Sprecher im Alter von fünf Jahren und älter (2010: 3 Jahre und älter) in den verschiedenen Bundesstaaten (Quelle: INEGI 2020: Censo de Población y Vivienda 2020INEGI 2010: Censo de Población y Vivienda 2010; INEGI, 2000; INEGI, 1980; Horcasitas de Barro & Crespo 1979)
| Bundesstaat          | Sprecher 2020 | Anteil 2020 | Sprecher 2010 | Anteil 2010 | Sprecher 2000 | Anteil 2000 | Sprecher 1980 | Sprecher 1970 |
| -------------------- | ------------- | ----------- | ------------- | ----------- | ------------- | ----------- | ------------- | ------------- |
| Puebla               | 453.162       | 7,26 %      | 447.797       | 8,31 %      | 416.968       | 8,21 %      | 369.678       | 266.181       |
| Veracruz             | 365.915       | 4,74 %      | 355.785       | 4,97 %      | 338.324       | 4,90 %      | 347.597       | 199.435       |
| Hidalgo              | 234.450       | 7,96 %      | 245.153       | 9,83 %      | 221.684       | 9,92 %      | 177.902       | 115.359       |
| Guerrero             | 180.628       | 5,43 %      | 170.622       | 5,40 %      | 136.681       | 4,44 %      | 128.192       | 75.861        |
| San Luis Potosí      | 121.079       | 4,50 %      | 141.326       | 5,85 %      | 138.523       | 6,02 %      | 127.319       | 72.495        |
| Distrito Federal     | 39.475        | 0,44 %      | 33.796        | 0,41 %      | 37.450        | 0,44 %      | 83.064        | 15.039        |
| Tlaxcala             | 23.171        | 1,84 %      | 23.402        | 2,13 %      | 23.737        | 2,47 %      | 26.689        | 18.404        |
| Morelos              | 24.617        | 1,30 %      | 19.509        | 1,17 %      | 18.656        | 1,20 %      | 24.067        | 14.787        |
| Mexiko (Bundesstaat) | 71.338        | 0,44 %      | 66.670        | 0,47 %      | 55.802        | 0,43 %      | 22.689        | 10.366        |
| Mexiko gesamt        | 1.651.958     | 1,38 %      | 1.586.884     | 1,51 %      | 1.448.936     | 1,73 %      | 1.376.026     | 799.394       |

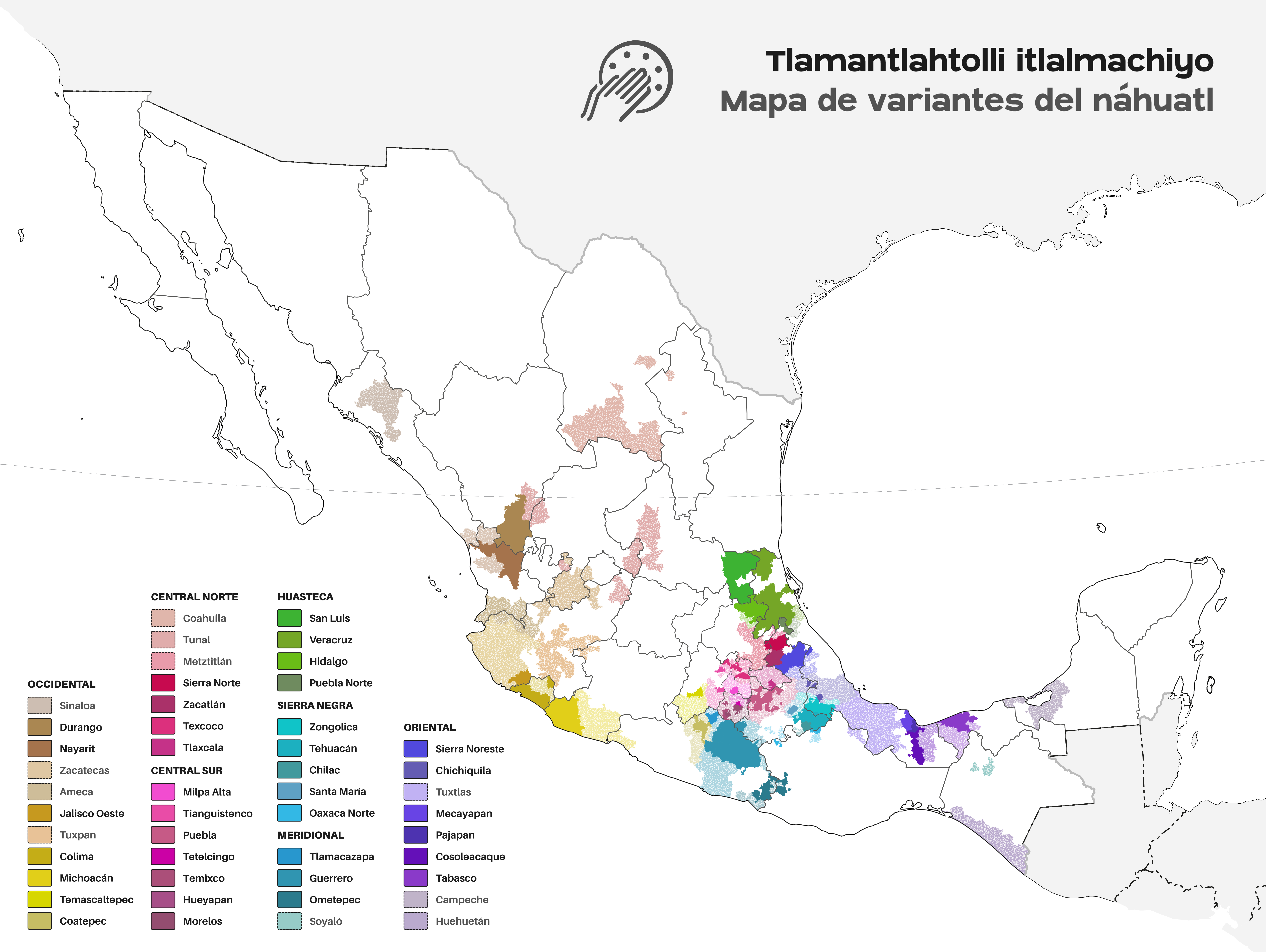
Karte der historischen und aktuellen Dialekte des Nahuatl in Mexiko

Verbreitung der Nahuatl-Sprecher pro Staat

Die Entwicklung der nahuatlsprachigen Bevölkerung differiert stark von Region zu Region. Während in entlegenen Gebieten (Sierra de Puebla, San Luis Potosí, Hidalgo, Guerrero) die Sprache noch sehr vital ist und die Bevölkerung teilweise stark zunimmt, ist die Sprecherzahl im ehemaligen Zentrum des Sprachgebiets (Mexiko-Stadt und Staat, Tlaxcala, Morelos, Zentral-Puebla) meist stark rückläufig und die Sprache in weiten Gebieten bereits gänzlich ausgestorben. So waren z. B. in der Gemeinde San Jerónimo Amanalco (Municipio Texcoco) im Jahre 1960 noch 94 % der Bevölkerung zweisprachig Nahuatl-Spanisch, während es 2000 nur noch 27 % waren und der Rest einsprachig spanisch. Die Zunahme der Sprecherzahl im Staat Mexiko erklärt sich ausschließlich durch die starke Zuwanderung in die Vororte der Hauptstadt. Wesentliche Ursache für den Rückgang der Sprache ist ein gegenüber indigenen Sprachen feindseliges, rassistisches Umfeld, auf Grund dessen Nahuas ihre Sprache verleugnen und sie ihren Kindern nicht mehr vermitteln, um nicht als „Indio“ beschimpft zu werden.
Dialekte des Nahuatl wurden bis ins zwanzigste Jahrhundert hinein auch in den Bundesstaaten Nayarit, Colima, Jalisco und Tabasco gesprochen.

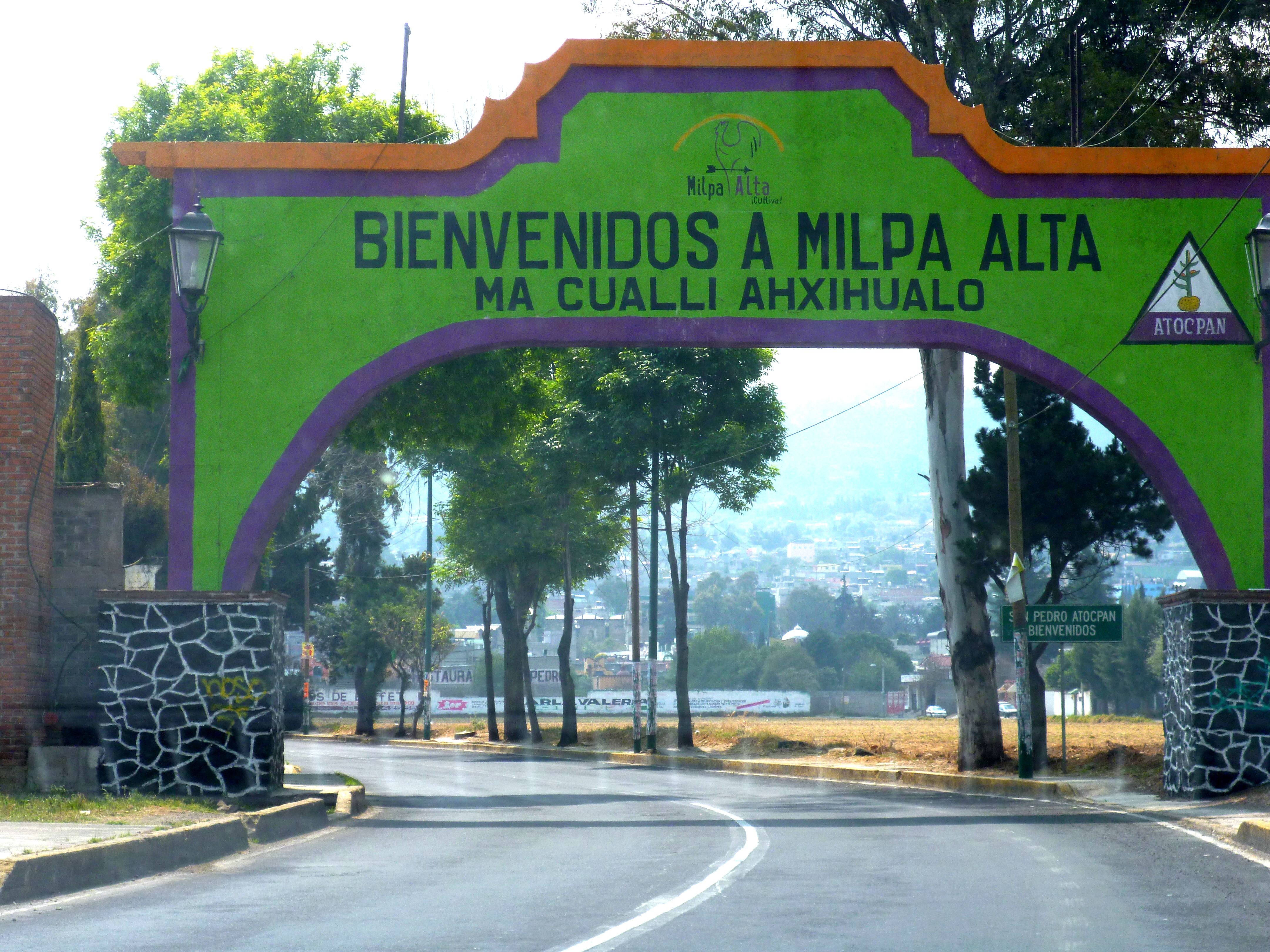
Eingang nach Milpa Alta (San Pedro Atocpan) mit zweisprachiger Aufschrift („Willkommen“)

Erst in jüngster Zeit wird Nahuatl (wie auch einige andere indigene Sprachen Mexikos) in einigen Schulen mit nahuatlsprachigen Kindern in der interkulturellen zweisprachigen Erziehung (Educación Intercultural Bilingüe) EIB verwendet. Stellenweise ist auch die Einführung von EIB zur Wiedererlangung beziehungsweise Rettung der Sprache in Planung, so im Süden des Distrito Federal, wo sie heute fast nur noch von Älteren gesprochen wird (Milpa Alta, Tlalpan, Xochimilco, Tláhuac). Dem steht ein anderer Ansatz gegenüber, das Nahuatl kleinen Kindern (deren Eltern nicht mehr Nahuatl können) außerhalb des klassischen Schulkontextes durch Muttersprachler in gesprochener Form zu vermitteln, im Kindergarten oder frühen Grundschulalter. Im zu Milpa Alta gehörenden Dorf Santa Ana Tlacotenco werden zudem kostenlose Sprachkurse (zum Sprechen des Nahuatl) für Erwachsene angeboten. Der langjährige Rassismus gegenüber nahuatlsprachigen Menschen hat jedoch oft auch dazu geführt, dass Eltern Nahuatl-Unterricht für ihre Kinder ablehnen und das Aussterben ihrer Sprache als unvermeidlich für die Verhinderung zukünftiger Diskriminierung ansehen. So ist auch das Interesse bei Lehrern und in der Schulverwaltung am Nahuatl vielfach nur gering. Mancherorts wiederum kämpfen lokale Initiativen gegen das Desinteresse der Behörden an, um Schulprogramme zur Rettung der bedrohten Sprache durchzusetzen, so z. B. in San Jerónimo Amanalco. Hier, im letzten Dorf des Municipio Texcoco, in dem auch noch Kinder Nahuatl sprechen, wurde durch kommunales Engagement 1985 die erste zweisprachige Primarschule Mexikos gegründet. Lokale Forderungen nach einer zweisprachigen Sekundarschule sind allerdings bisher erfolglos geblieben. Zweisprachigen Unterricht gibt es im Municipio Texcoco inzwischen auch an zwei Primarschulen in Santa Catarina del Monte, wo es nur noch wenige Nahuatl-Sprecher gibt. Wesentlich für den Erhalt der Sprache ist die mit einer positiven Bewertung des Nahuatl verbundene ethnische Identität, wie sie etwa in einem Fernsehinterview mit einem Schulvertreter von San Jerónimo Amanalco zum Ausdruck kommt, der die Bezeichnung „Indio“ scharf ablehnt („Indios müssen Sie in Indien suchen“) und dafür betont, sein Dorf seien „zu 100 %“ Nahuatlaca, Mexicanos und damit auch Indígenas.
Seit 2003 ist Nahuatl gemeinsam mit 61 weiteren indigenen Sprachen in Mexiko als „Nationalsprache“ anerkannt und der Staat zu seiner Förderung verpflichtet.
Der Bürgermeister von Mexiko-Stadt, Marcelo Ebrard, kündigte 2007 an, ab dem Schuljahr 2008/2009 für alle Schüler in der Primarstufe Nahuatl als Pflichtfach einzuführen. Die Rettung des Nahuatl sei eine öffentliche Aufgabe und nicht nur eine Angelegenheit bestimmter Teile der Gesellschaft. Außerdem will Ebrard alle öffentlichen Angestellten von Mexiko-Stadt dazu verpflichten, Nahuatl zu lernen. Beachtung fand, dass am 12. Oktober 2015, dem Kolumbus-Tag, in der Basilika Unserer Lieben Frau von Guadalupe erstmals eine heilige Messe in Nahuatl gefeiert wurde.

## Phonologie
Das Nahuatl hat 15 konsonantische sowie jeweils fünf kurze und lange vokalische Phoneme.
Typisch für das Nahuatl sind Substantive, die auf „-tl“ enden, wie etwa Popocatepetl, Axolotl, Quetzalcoatl, Xocolatl (Kakaotrank, Trinkschokolade), Tomatl (Tomate), Ahuacatl (Avocado) oder Metl (Agave), wobei das „-tl“ in vielen heutigen Dialekten zu „l“ oder „t“ geworden ist.

### Konsonanten
|               | Labial | Alveolar | Postalveolar | Palatal | Velar  | Glottal |
| ------------- | ------ | -------- | ------------ | ------- | ------ | ------- |
| Plosive       | p      | t        |              |         | k / kʷ | ʔ       |
| Frikative     |        | s        | ʃ            |         |        |         |
| Affrikate     |        | tɬ / ts  | tʃ           |         |        |         |
| Approximanten |        | l        |              | j       | w      |         |
| Nasale        | m      | n        |              |         |        |         |

### Vokale
|         | Vorderzunge | Vorderzunge | Mittelzunge | Mittelzunge | Hinterzunge | Hinterzunge |
| lang    | kurz        | lang        | kurz        | lang        | kurz        |             |
| ------- | ----------- | ----------- | ----------- | ----------- | ----------- | ----------- |
| hoch    | iː          | i           |             |             | uː          | u           |
| mittel  | e̞ː          | e̞           |             |             | o̞ː          | o̞           |
| niedrig |             |             | äː          | ä           |             |             |

### Betonung
Jedes Nahuatl-Wort wird auf der vorletzten Silbe betont. Einzige Ausnahme ist der Vokativ, der auf der letzten Silbe betont wird.
Ein Beispiel zur Aussprache:
Colhua Mēxihcah – [ˈko̞lwä me̞ːˈʃiʔkäʔ]

## Grammatik, Syntax
Nahuatl ist eine agglutinierende, polysynthetische Sprache mit variabler Satzstellung, die zwischen VSO, VOS und SVO schwanken kann.
Ein Wort innerhalb eines Nahuatl-Satzes ist für gewöhnlich aus einem oder mehreren Präfixen, dem oftmals erweiterten Wortstamm und einem oder mehreren Suffixen zusammengesetzt. Die Konjugation richtet sich nicht nur nach dem Subjekt, sondern – ähnlich wie etwa im Ungarischen oder im Quechua – auch nach dem Objekt.

Beispiel: Nimitzittaz. – „Ich werde dich sehen.“ Dieser Satz besteht im Nahuatl aus einem einzigen Wort, zusammengesetzt aus dem Wortstamm itta („sehen“), dem Präfix beziehungsweise Präfixsubjekt ni („ich“), dem Präfixobjekt der 2. Person mitz („dich“) und dem Suffix z (Zukunft).
Durch das Aneinanderfügen mehrerer Wortstämme und Affixe können sehr lange Wörter gebildet werden, die man in europäischen Sprachen durch lange Sätze mit vielen Wörtern ausdrückt. So heißt zum Beispiel nehualmoyecastemojmolunijtzinutinemisquiöni (Tetelcingo-Nahuatl): „Ihr ehrenwerten Menschen könntet gekommen sein und euch eure Nasen gestoßen haben, so dass sie bluten, aber tatsächlich habt ihr es nicht getan“. Auf Grund dieser langen Wörter sowie einiger für Europäer ungewohnter Lautkombinationen (insbesondere das sehr häufige tl) wurde und wird die Sprache oft als „unaussprechbar“ bezeichnet. Dies ist jedoch auf die Unkenntnis eines andersartigen, nicht indogermanischen Sprachkonzepts zurückzuführen.
Ein wichtiges Charakteristikum des Nahuatl ist die Unterscheidung zwischen „beweglichen“ und „unbeweglichen“ Substantiva. „Bewegliche“ Substantiva bezeichnen Menschen, Tiere und einige andere Begriffe. Alle anderen Substantiva sind „unbeweglich“ und haben keinen grammatischen Plural. Die Mehrzahl kann hier nur durch Vorsetzen von Zahlwörtern beziehungsweise des Wortes huel („viel“) ausgedrückt werden, z. B. huel mitl („Pfeile“ oder wörtlich „viel Pfeil“).
Die Pluralendung kann sehr unterschiedlich sein, wobei es acht verschiedene Endungen gibt.
| Singular       | Plural      | Beispiel                 | Bedeutungen       |
| -------------- | ----------- | ------------------------ | ----------------- |
| -tli, -li, -in | -tin        | macehualli – macehualtin | Bauer – Bauern    |
| -tl            | -meh        | tlacatl – tlacameh       | Mensch – Menschen |
| -e             | -equeh      |                          |                   |
| -hua           | -huaqueh    |                          |                   |
| -tzintli       | -tzitzintin |                          |                   |
| -tzin          | -tzitzin    |                          |                   |
| -tontli        | -totontin   |                          |                   |
| -ton           | -toton      |                          |                   |

Einige Wörter verlieren bei der Pluralbildung zwar die Singularendung, verdoppeln aber dann die erste Silbe, wie zum Beispiel ticitl („Arzt, Heiler“), titici („Ärzte“). Bei einigen Wörtern wird die Endung mit der Verdoppelung (Reduplikation) kombiniert, wie zum Beispiel citlalin („Stern“), cicitlaltin („Sterne“). Bei vielen Wörtern auf -tl, die Menschen bezeichnen, wird stattdessen die Endung -h verwendet, wie zum Beispiel Mexicatl („Mexikaner“), Mexicah.
In den Dialekten können abweichende Formen auftreten. Zum Beispiel erscheint dann statt des regulären Plurals von calli („Haus“): caltin („Häuser“) die Variante calmeh.
An Stelle von Hilfsverben und Modalverben werden im Nahuatl Substantiva und Adjektiva wie Verben konjugiert. In der dritten Person (Singular wie Plural) bleibt das Substantiv unverändert. Beispiel:

pilli (Prinz, Edelmann)

nipilli – Ich bin ein Prinz (wörtlich „ich Prinz“)

tipilli – Du bist ein Prinz („du Prinz“)

pilli – Er ist ein Prinz („er Prinz“)

tipipiltin – Wir sind Prinzen („wir Prinzen“)

anpipiltin – Ihr seid Prinzen („ihr Prinzen“)

pipiltin – Sie sind Prinzen („sie Prinzen“)
Viele Ortsnamen in Mexiko enden auf -co, -pan oder -tlan, ortsanzeigende Endungen (Lokativsuffixe) des Nahuatl. Die Endung -tzinco, in Ortsnamen heute meist -cingo geschrieben, ist aus den Nahuatl-Affixen -tzin (Respektform) und -co zusammengesetzt. Die Endung -tenanco (auch -tenango) besteht aus dem Substantiv tenāmitl, Stadtmauer, und dem Lokativsuffix -co, bezieht sich also auf einen einstmals befestigten Ort. Eine Bildung aus den Affixen beziehungsweise Wurzeln te- (besitzanzeigend), nantli (Mutter) und -co (Lokativ) ist wegen der notwendigen Position des Possessivpronomens am Anfang des Wortes nicht möglich. Die Interpretation, dass diese Ortsnamen auf alte Göttinnen oder die Jungfrau Maria verweisen, ist deshalb nicht haltbar.
Die ursprünglichen Zahlwörter des Nahuatl basieren wie früher bei allen Sprachen Mesoamerikas konsequent auf einem Zwanzigersystem. Heutzutage sind meist die Zahlwörter ab 21 oder auch schon ab vier oder fünf in Vergessenheit geraten, so dass selbst Einsprachige in der Regel auf Spanisch zählen.
Die Nahuatl-Bezeichnungen für die Zahlwörter von 1 bis 10:
- 1 (ce)
- 2 (ome)
- 3 (eyi, yei)
- 4 (nahui)
- 5 (macuilli)
- 6 (chicuazen)
- 7 (chicome)
- 8 (chicueye)
- 9 (chicnahui)
- 10 (matlactli)

## Orthographie
Bis heute wird das Nahuatl in der Regel in der von den frühen Missionaren (darunter Bernardino de Sahagún) verwendeten, auf der spanischen Rechtschreibung basierenden Orthographie geschrieben. Auch in der Nahuatl-Wikipedia findet sich diese Schreibweise, ergänzt durch das Makron (Strich über den Vokalen zum Anzeigen von Längen). Folgende Buchstaben weichen in ihrem Lautwert von den oben wiedergegebenen IPA-Zeichen ab. Dies entspricht auch in etwa dem Lautwert, den sie im Spanischen des 16. Jahrhunderts hatten:
| Lautwert     | Franziskaner (u. a. Sahagún) | Jesuiten (Carochi / Paredes) | (frühe) Varianten |
| ------------ | ---------------------------- | ---------------------------- | ----------------- |
| ʃ            | x                            | x                            |                   |
| kʷa          | qua                          | qua                          | gua               |
| ke, ki       | que                          | que                          |                   |
| se, si       | ce, ci                       | ce, ci                       |                   |
| k            | c                            | c                            |                   |
| ts           | tz                           | tz                           | ţ                 |
| tʃ           | ch                           | ch                           |                   |
| tɬ           | tl                           | tl                           |                   |
| w            | u, v                         | hu / uh                      |                   |
| ʔ (saltillo) | meist nicht markiert         | h / â, ê, î, ô               |                   |

Es gibt Versuche, eine stärker an die aztekische Phonologie angepasste, vom Spanischen unabhängige Rechtschreibung durchzusetzen. Eine entsprechende Orthographie wurde vom Ministerium für öffentliche Erziehung (Secretaría de Educación Pública, SEP) beschlossen, um sie in interkultureller zweisprachiger Erziehung in Schulen zu verwenden. Die Unterschiede betreffen die Laute /k/, /s/ und /w/ sowie den Saltillo:
- ⟨k⟩ für /k/
- ⟨s⟩ für /s/
- ⟨u⟩ für /w/
- Apostroph ⟨‘⟩ für den stimmlosen glottalen Plosiv /ʔ/

Diese neue Orthographie wird auch von SIL International in einigen Gebieten bei der Missionierung verwendet, während SIL anderswo auf dem Spanischen basierende Rechtschreibungen verwendet.

## Hispanisierung und Indigenismen

### Einfluss des Spanischen auf das Nahuatl
Im Laufe der Kolonialzeit veränderte sich das Klassische Nahuatl (Mexicahtlahtolli) durch den zunehmenden Einfluss des Spanischen erheblich, bis es sich in die heutigen modernen Nahuatl-Dialekte wandelte. Zum einen endete mit der Conquista die Tradition des calmecac, in dem die aztekische Elite (Adelige zu Priestern, Strategen sowie Führern) erzogen wurde, eine Erziehung, zu der auch Rhetorik und die Pflege mündlicher Überlieferung (huehuetlahtolli) gehörten.
Die heutigen Nahuatl-Dialekte (Mexicatlatolli oder Mexicano) unterscheiden sich daher deutlich vom Klassischen Nahuatl der prähispanischen Ära, insbesondere bezüglich des Wortschatzes:
- Vereinfachte Morphologie (z. B. Pluralbildung)
- Spanische Lehnwörter (z. B. Zahlen, politische, religiöse sowie mechanische, technische Fachtermini)
- Wörtliche Rückübersetzungen aus dem Spanischen (z. B. Grußformeln, Tageszeiten)
- Syntax (am Spanischen orientierter Satzbau)

Ein alltäglicher Abschiedsgruß unter Nahuatl-Sprechern ist hasta moxtla, zusammengesetzt aus spanisch hasta „bis“ und Nahuatl moxtla „morgen“. Alte mexikanische Flüche sind durch den Einfluss der katholischen Kirche praktisch völlig vergessen; dafür sind auch bei einsprachigen Nahuatl-Sprechern spanische Flüche verbreitet.
Gegen die Tendenz der Hispanisierung gab und gibt es allerdings auch Bemühungen, Nahuatl durch Neologismen bewusst weiterzuentwickeln (z. B. nenitepozmecatlahtoa „ich telefoniere“, wörtlich: mit dem Eisendraht sprechen).

### Spanische Lehnwörter aus dem Nahuatl
Das heutige mexikanische Spanisch sowie das Spanische in Guatemala (teilweise auch Honduras und El Salvador) weist viele Indigenismen, meist aus dem Nahuatl sowie aus den verschiedenen Maya-Sprachen, auf. Insbesondere Substantive (Orts-, Gegenstands-, Tier- sowie Pflanzennamen) wurden aus dem Nahuatl übernommen, wie z. B.
Ortsnamen:
- Acapulco (Stadt und Hafen am Pazifik): acatl-pul-co („Ort der großen Binsen“)
- Apatzingán (Stadt in Michoacán): apatzincan („Ort mit kleinen Flüssen“)←apan (Fluss)+tzin (diminutiv)+ can (Ort)
- Chichicastenango (auch: Santo Tomás Chichicastenango, eine Stadt im Hochland von Guatemala): Tzitzicaztenanco
- Coyoacán (Stadtteil von Mexiko-Stadt): coyohuacan („Ort, an dem viele Kojoten sind“)
- Guatemala (Staat in Mittelamerika sowie dessen Hauptstadt): Cuauhtemallan („Land der Bäume“)
- Popocatépetl (zweithöchste Vulkan Nordamerikas sowie der zweithöchste Berg Mexikos): Popōcatepētl („stark rauchender Berg“)
- Quetzaltenango (zweitgrößte Stadt Guatemalas und Hauptstadt des gleichnamigen Departamentos): Quetzaltenango
- Tequila (Kleinstadt in Jalisco, berühmt für den gleichnamigen Schnaps): Tequillan (abgel. von Tecuila – „Ort der Tributleistungen“)
- Xalapa (Hauptstadt von Veracruz): xalapan („Am sandigen Fluss“)
- Xochimilco (Stadtteil von Mexiko-Stadt): („Ort, wo die Blumen geboren werden“)

Gegenstände:
- Chapopote (Asphalt (Erdpech), spontan austretendes Erdöl): Gott Tzaucpopochtli (Tzacutli – „Kleister“ und Popochtli – „Parfüm“)
- Chicle (Kaugummirohstoff): tzictli ← tzicoa („kleben“)
- Chipote (Beule): chipotl
- Comal (Tortilla-Pfanne): comalli

Tiere (Fauna):
- Guajolote (Truthahn): huey-xolotl („großer Possenreißer“)
- Tecolote (Uhu): tecolotl
- Zopilote (Rabengeier): tzopilotl
- Ajolote (Axolotl):  in Nahuatl āxōlōtl, atl (Wasser) und Xolotl (ein Aztekengott) und bedeutet etwa „Wassermonster“

Pflanzen (Flora):
- Ayote (Cucurbita argyrosperma, ein Kürbisgewächs in Mexiko und Nicaragua): ayotli
- Cacahuate (Mexikanisches Spanisch, sonst: Cacahuete) (Erdnuss): tlalcacáhuatl („Kakaobohne der Erde“)
- Camote (Süßkartoffel): camohtli (abgel. von camatl – „Mund“)
- Coyol (Macauba-Palme): coyolli („Klapperschlangen-Palme“)
- Elote (Maiskolben): ēlōtl („grüne Maiskolben, frische Maiskolben“)
- Tule (Gewöhnliche Teichbinse, eine Art der Sauergrasgewächse): tōllin („Rohrkolben, Schilf“)

Sonstiges:
- Chocolate: (Schokolade): xocóatl oder xocólatl, xócoc ‚bitter‘, atl ‚Wasser‘; also ‚bitteres Wasser‘ oder ‚Kakaowasser‘
- Atole (Mexikanisches Spanisch, sonst: Atol) (Getränk aus Maismehl und Milch/Wasser): atolli („verwässert“, abgl. von atl – „Wasser“ sowie tol, einem abfälligen Diminutiv)
- Chipotle (auch: Chilpotle) (geräucherte Jalapeños): chilpoctli („geräucherte Jalapeño“)
- Guacamole (zum Teil auch: Guacamol) (ein Avocado-Dip): ahuacamolli („Avocadosoße“)
- Tapanco (Mexikanisches Spanisch, sonst: Tabango) (Dachboden): tlapantli
- Tamale (oder Tamal) (Gericht, bestehend aus Masa (Maisteig) oder einem Maisteiggemisch aus Mehl, Wasser und Schmalz, eingewickelt und gegart in großen Blättern): tamalli („eingewickelt“)

In der spanischen Standardsprache gibt es immerhin etwa 1.500 Wörter, die aus dem Nahuatl stammen, von denen allerdings nur ca. 200 im Alltag gebräuchlich sind. Bemerkenswert ist, dass das Tagalog, die wichtigste Sprache auf den Philippinen, etwa 250 Wörter aus dem Nahuatl entlehnt hat. Dies wird auf die einst wichtigen Handelsbeziehungen zwischen den beiden spanischen Kolonien Mexiko (Neuspanien) und Philippinen zurückgeführt.

### Deutsche Lehnwörter aus dem Nahuatl
Durch Vermittlung des Spanischen besitzt auch das Deutsche Lehnwörter aus dem Nahuatl, wie z. B. Avocado (aguacate in Mexiko, aus ahuacatl – in den 50er Jahren nannte man sie noch „Eierfrüchte“, da ahuacatl auch „Hoden“ bedeutet), Chili (chilli), Kojote (coyotl), Ozelot (Ocelotl), Schokolade (xocolatl), Kakao (cacahuatl, eigentlich aus einer Maya-Sprache), Tomate (tomatl) und Axolotl.

## Textbeispiel
Nican i’cuiliuhtica in itla’tollo in ompa huallaque’ in Mexi’ca’ in itocayo’can Aztlan. Ca anepantla’ in ompa hualehuaque’ ca nauh calpoltin. Auh inic huallamacehuaya acaltica, in quihualtemaya in imacxoyauh. In oncan itocayocan Quinehuayan oztotl. Onca ca in oncan quizque’ chicue calpoltin
Übersetzung mit Beibehaltung der Wortfolge: Hier ist aufgeschrieben die Erzählung darüber, von wo hergekommen sind die Mexica, (dem Ort) mit Namen Aztlan. Richtig mitten im Wasser (liegt der Ort), von wo die vier Stämme ausgezogen sind. Dann haben sie auf den Booten ihre Opfer mit Fichtenzweigen verrichtet. Dort liegt (auch) die Quinehuayan-Höhle („wo man herauskommt“-Höhle). Dort ist es, wo aufgebrochen sind die acht Stämme.
Der Text (hier in standardisierter Orthographie, aber ohne Vokallängen) aus dem Codex Aubin beschreibt die Szene auf der ersten Seite des Codex Boturini.

### Wörterbücher

#### Klassisches Nahuatl
- Joe R. Campbell: A morphological dictionary of classical Nahuatl. Madison 1985 (Analytische Aufbereitung des Wörterbuchs von Molina, spanisch und englisch).
- Nils Th. Grabowski: Aztekisch (Nahuatl). Wort für Wort (= Kauderwelsch. Band 179). 1. Auflage. Reise Know-How Verlag Rump, Bielefeld 2004, ISBN 3-89416-355-0.
- Frances Karttunen: An analytical dictionary of Nahuatl. University of Texas Press, Austin 1983. ISBN 0-292-70365-1 (beruht auf Grammatik von Carochi und Wörterbüchern moderner Varianten, weist Vokallängen und Glottal Stop aus; spanisch und englisch)
- Alonso de Molina (O. F. M.): Vocabulario en lengua mexicana y castellana. Spinosa, México 1571. (Faksimile-Nachdruck Madrid 1945; Neudruck Porrúa, México 1970)
- Rémi Siméon: Dictionaire de la langue nahuatl ou mexicaine. Paris 1885. (beruht weitgehend auf Wörterbuch von Molina; französisch)

#### Moderne Dialekte
- Forrest Brewer/Jean G. Brewer: Vocabulario mexicano de Tetelcingo. SIL, Mexiko-Stadt 1971.

### Grammatiken

#### Klassisches Nahuatl
- J. Richard Andrews: Introduction to Classical Nahuatl. University of Texas Press, Austin 1975. ISBN 0-292-73802-1 (wertet Grammatik von Carochi aus)
- Horacio Carochi (S. J.): Arte de la lengua mexicana con declaración de los adverbios della. Ruyz, México 1645 (zahlreiche Nachdrucke, englische Übersetzung: Stanford University Press, Stanford 2001)
- Alonso de Molina (O. F. M.): Arte de la lengua mexicana y castellana. Spinosa, México 1571. (Faksimile-Nachdruck Madrid 1945)
- Michel Launey und Christopher Mackay: An Introduction to Classical Nahuatl. Cambridge, Cambridge University Press 2011 (englische Übersetzung des folgenden Werkes Introduction à la langue et à la littérature aztèques. Paris, L'HARMATTAN, 1979).
- Frances Karttunen: An Analytical Dictionary of Nahuatl Austin, University of Texas Press 1983

#### Moderne Dialekte
- Carl Wohlgemuth: Gramática Nahuátl (Mejaꞌtáito̲l) de los municipios de Mecayapan y Tatahuicapan de Juárez, Veracruz: Segunda edición (versión electrónica). Hrsg.: Instituto Lingüístico de Verano. 2002, ISBN 968-31-0315-4 (spanisch, online bei SIL International [PDF; abgerufen am 15. Oktober 2015]). – Englische Übersetzung hier

### Texte

#### Klassisches Nahuatl
- Robert H. Barlow: The Extent of the Empire of the Culhua Mexico, Ibero-Americana 28, University of California Press, Berkeley 1949.
- Susanne Klaus: Anales de Tlatelolco. Saurwein, Markt Schwaben 1999 (Text und deutsche Übersetzung)
- Walter Lehmann: Geschichte der Königreiche von Colhuacan und Mexiko. Kohlhammer, Stuttgart 1974. ISBN 3-17-228011-X (Anales de Quauhtitlan; Text und deutsche Übersetzung)
- Walter Lehmann/Gerdt Kutscher: Geschichte der Azteken, Codex Aubin und verwandte Dokumente. Mann, Berlin 1981., (Text, Faksimile und deutsche Übersetzung)
- Paul Kirchhoff/Lina Odena Güemes/Luis Reyes García: Historia Tolteca Chichimeca. México 1976 (Text, Faksimile und span. Übersetzung)
- Berthold Riese: Crónica mexicayotl, die Chronik des Mexikanertums des Alonso Franco, Hernando de Alvarado Tezozomoc und Domingo Francisco de San Antón Muñón Chimalpahin Quauhtlehuanitzin. Anthropos, St. Augustin 2004 (Text und deutsche Übersetzung)
- Elke Ruhnau: Domingo de San Antón Muñón Chimalpahin Quauhtlehuanitzin: Diferentes historias originales. Saurwein, Markt Schwaben 2001 (Text und deutsche Übersetzung)

### Zeitgenössische Texte
- Jimmie Durham: Amoxohtli. Libro de Carretera. A Road Book. In Nahuatl und englischer Sprache. Buchhandlung König, Köln 2011, ISBN 3-86560-920-1